# Delta-Air-Lines-Flug 705
Am 10. März 1948 verunglückte auf dem Delta-Air-Lines-Flug 705 (Flugnummer: DL705, Funkrufzeichen: DELTA 705) eine Douglas DC-4 beim Start von Chicago Municipal Airport (seit 1949 Chicago Midway Airport). Bei dem Unfall, der sich im Anfangssteigflug ereignete, kamen 12 von 13 Menschen an Bord ums Leben.

## Flugzeug und Insassen
Das Flugzeug war eine während des Zweiten Weltkrieges als Militärversion C-54B-15-DO im Werk der Douglas Aircraft Company in Santa Monica, Kalifornien gebaute Douglas DC-4 mit der Werknummer 18390, die nach ihrer Endmontage im Jahr 1944 mit dem militärischen Luftfahrzeugkennzeichen 43-17190 an die United States Army Air Forces (USAAF) ausgeliefert wurde. Nach ihrem Dienstende beim Militär wurde die Maschine in eine zivile DC-4 umgebaut und am 29. April 1946 mit dem Luftfahrzeugkennzeichen NC37478 auf die Delta Air Lines zugelassen. Das viermotorige Langstreckenflugzeug war mit vier Sternmotoren des Typs Pratt & Whitney R-2000-2SD-13G Twin Wasp ausgestattet. Bis zum Zeitpunkt des Unfalls hatte die Maschine eine Gesamtbetriebsleistung von 6.509 Betriebsstunden absolviert.

## Insassen
Den Flug von Chicago nach Miami hatten neun Passagiere angetreten. Es befand sich eine vierköpfige Besatzung an Bord. Der 36-jährige Flugkapitän Grover L. Holloway gehörte seit 1939 der Delta Air Lines an. Er verfügte über 9.830 Stunden Flugerfahrung, wovon 1.611 Stunden auf die Douglas DC-4 entfielen. Der 26-jährige Erste Offizier John S. Disosway wurde 1946 durch die Delta Air Lines eingestellt, nachdem er eingehende Erfahrungen als Pilot bei den US Army Air Forces (USAAF) erworben hatte. Er verfügte über 2.976 Stunden Flugerfahrung, wovon 1.366 Stunden auf die Douglas DC-4 entfielen. Die Kabinenbesatzung bestand aus dem Purser Marvin Glenn Hairston und der Stewardess Sue Lou Young.

## Unfallhergang
Mit der Maschine war an diesem Tag zunächst ein Flug von Miami nach Chicago durchgeführt worden. Die Landung erfolgte um 21:06 Uhr. Nachdem die Passagiere ausgestiegen waren, wurde die Maschine für den Rückflug vorbereitet und rollte um 22:45 Uhr vom Flugsteig los. Der Startlauf von der rechten in südliche Richtung verlaufenden Startbahn begann um 22:57 Uhr. Der Startlauf und Abhebevorgang wirkten bis zum Erreichen einer Flughöhe von 150 bis 200 Fuß normal. Kurz darauf nahm die Maschine einen immer steileren Nickwinkel ein, bis sie nahezu vertikal in die Höhe stieg. In einer Höhe von 500 bis 800 Fuß kam es zum Strömungsabriss, die Maschine stürzte mit der Flugzeugnase voran und über die rechte Tragfläche in Richtung Boden. Der Sturzflug konnte vor dem Aufprall noch leicht abgefangen werden. Infolge des Unfalls starben die gesamte vierköpfige Besatzung und acht der neun Passagiere. Lediglich die 33-jährige Tripolina Partapillo Meo (* 23. März 1914), die bei dem Unfall ihren 1939 geborenen Sohn Alfred verlor, überlebte schwer verletzt.

## Ursache
Der Unfall wurde durch das Civil Aeronautics Board untersucht. Als Unfallursache konnten die Unfallermittler einen Verlust der Längssteuerbarkeit der Maschine feststellen, wobei sie nicht in der Lage waren, die Ursache für den Kontrollverlust zu ermitteln.